# Villaines-les-Rochers
Pour les articles homonymes, voir Villaines.
Villaines-les-Rochers est une commune française du département d'Indre-et-Loire en région Centre-Val de Loire,
spécialisée dans la vannerie.
Ses habitants sont appelés les Villainois et les Villainoises.

## Géographie

### Localisation et paysages
Villaines-les-Rochers est un village situé en Touraine dans le Chinonais à 6 kilomètres du château d'Azay-le-Rideau. Son paysage se compose de vallons, descendants des landes du Ruchard (au sud) vers le rive gauche de l'Indre (au nord). Son architecture est typique des maisons de Touraine, ses jardins fleuris sont décorés de haies en osier et certaines de ces habitations sont semi-troglodytiques.
| Cheillé         |                       | Saché |
|                 | Villaines-les-Rochers |       |
| Avon-les-Roches |                       | Neuil |

### Hydrographie

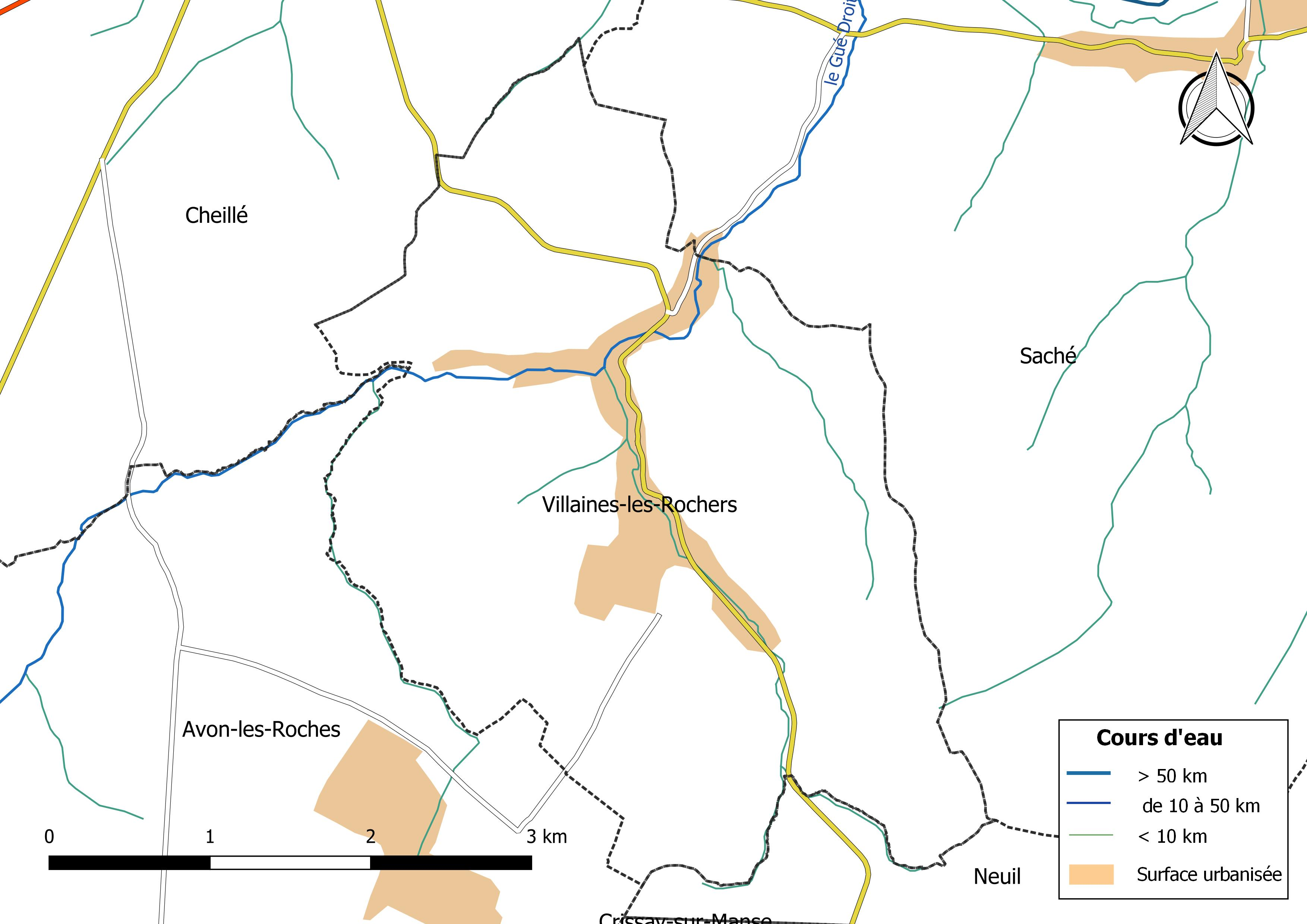
Réseau hydrographique de Villaines-les-Rochers.

Le réseau hydrographique communal, d'une longueur totale de 11,21 km, comprend un cours d'eau notable, le Gué Droit (2,489 km), et sept petits cours d'eau pour certains temporaires,.
Le Gué Droit, d'une longueur totale de 10,7 km, prend sa source dans la commune d'Avon-les-Roches et se jette  dans l'Indre à Saché, après avoir traversé 4 communes.
Ce cours d'eau est classé dans la liste 1 au titre de l'article L. 214-17 du code de l'environnement sur le Bassin Loire-Bretagne. Du fait de ce classement, aucune autorisation ou concession ne peut être accordée pour la construction de nouveaux ouvrages s'ils constituent un obstacle à la continuité écologique et le renouvellement de la concession ou de l'autorisation des ouvrages existants est subordonné à des prescriptions permettant de maintenir le très bon état écologique des eaux.
Sur le plan piscicole, le Gué Droit est classé en deuxième catégorie piscicole. Le groupe biologique dominant est constitué essentiellement de poissons blancs (cyprinidés) et de carnassiers (brochet, sandre et perche).
En 2019, la commune est membre de la communauté de communes Touraine Vallée de l'Indre qui est elle-même adhérente au syndicat d'aménagement de la vallée de l'Indre. Créé par arrêté préfectoral du 12 septembre 1985 à la suite des crues historiques de décembre 1982 et janvier 1983, ce syndicat a pour vocation d'une part l'atteinte du bon état écologique des cours d'eau par des actions de restauration de zones humides et des cours d'eau, et d'autre part de participer à la lutte contre les inondations par des opérations de sensibilisation de la population ou de restauration et d'entretien sur le lit mineur, et sur les fossés situés dans le lit majeur de l'Indre appelés localement « boires », et de l'ensemble des cours d'eau du bassin versant de l'Indre.
Deux zones humides ont été répertoriées sur la commune par la direction départementale des territoires (DDT) et le Conseil départemental d'Indre-et-Loire : « la vallée du Ruisseau de la Source des Genêts » et « la vallée du Ruisseau de Villaines-les-Rochers à la Guillardin »,.

### Climat
Pour des articles plus généraux, voir Climat du Centre-Val de Loire et Climat d'Indre-et-Loire.
En 2010, le climat de la commune est de type climat océanique dégradé des plaines du Centre et du Nord, selon une étude du CNRS s'appuyant sur une série de données couvrant la période 1971-2000. En 2020, Météo-France publie une typologie des climats de la France métropolitaine dans laquelle la commune est exposée à un climat océanique altéré et est dans la région climatique  Moyenne vallée de la Loire, caractérisée par une bonne insolation (1 850 h/an) et un été peu pluvieux. 
Pour la période 1971-2000, la température annuelle moyenne est de 11,3 °C, avec une amplitude thermique annuelle de 15,1 °C. Le cumul annuel moyen de précipitations est de 700 mm, avec 10,6 jours de précipitations en janvier et 6,5 jours en juillet. Pour la période 1991-2020, la température moyenne annuelle observée sur la station météorologique de Météo-France la plus proche, sur la commune de Cheillé à 5 km à vol d'oiseau, est de 12,3 °C et le cumul annuel moyen de précipitations est de 778,9 mm,. Pour l'avenir, les paramètres climatiques de la commune estimés pour 2050 selon différents scénarios d'émission de gaz à effet de serre sont consultables sur un site dédié publié par Météo-France en novembre 2022.

## Urbanisme

### Typologie
Au 1er janvier 2024, Villaines-les-Rochers est catégorisée commune rurale à habitat dispersé, selon la nouvelle grille communale de densité à sept niveaux définie par l'Insee en 2022.
Elle est située hors unité urbaine. Par ailleurs la commune fait partie de l'aire d'attraction de Tours, dont elle est une commune de la couronne,. Cette aire, qui regroupe 162 communes, est catégorisée dans les aires de 200 000 à moins de 700 000 habitants,.

### Occupation des sols
L'occupation des sols de la commune, telle qu'elle ressort de la base de données européenne d’occupation biophysique des sols Corine Land Cover (CLC), est marquée par l'importance des territoires agricoles (68,5 % en 2018), une proportion identique à celle de 1990 (68,5 %). La répartition détaillée en 2018 est la suivante : 
terres arables (53,1 %), forêts (23,1 %), prairies (10,6 %), zones urbanisées (8,4 %), zones agricoles hétérogènes (4,8 %). L'évolution de l’occupation des sols de la commune et de ses infrastructures peut être observée sur les différentes représentations cartographiques du territoire : la carte de Cassini (XVIIIe siècle), la carte d'état-major (1820-1866) et les cartes ou photos aériennes de l'IGN pour la période actuelle (1950 à aujourd'hui).

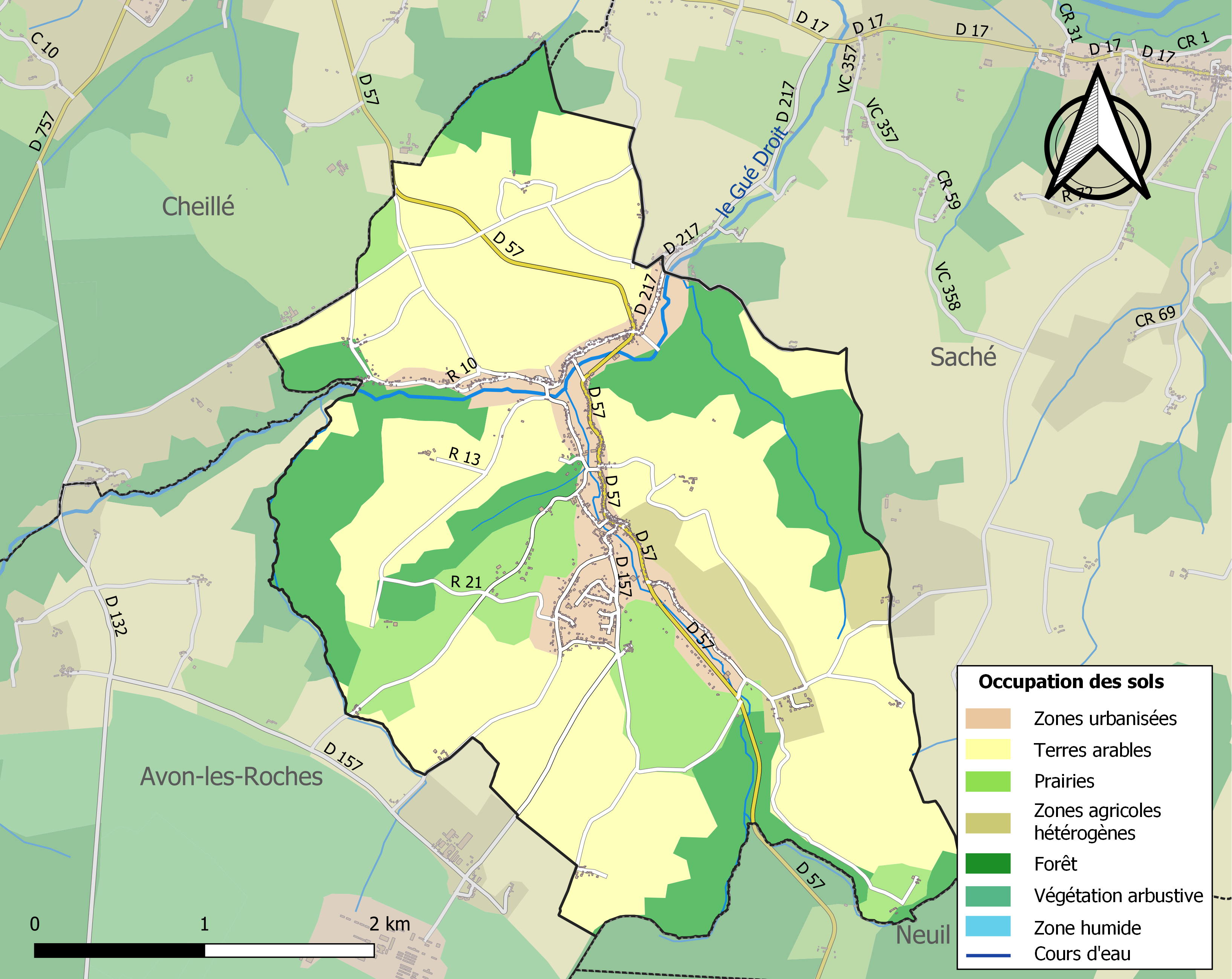
Carte des infrastructures et de l'occupation des sols de la commune en 2018 (CLC).

### Risques majeurs
Le territoire de la commune de Villaines-les-Rochers est vulnérable à différents aléas naturels : météorologiques (tempête, orage, neige, grand froid, canicule ou sécheresse), mouvements de terrains et séisme (sismicité faible). Un site publié par le BRGM permet d'évaluer simplement et rapidement les risques d'un bien localisé soit par son adresse soit par le numéro de sa parcelle.

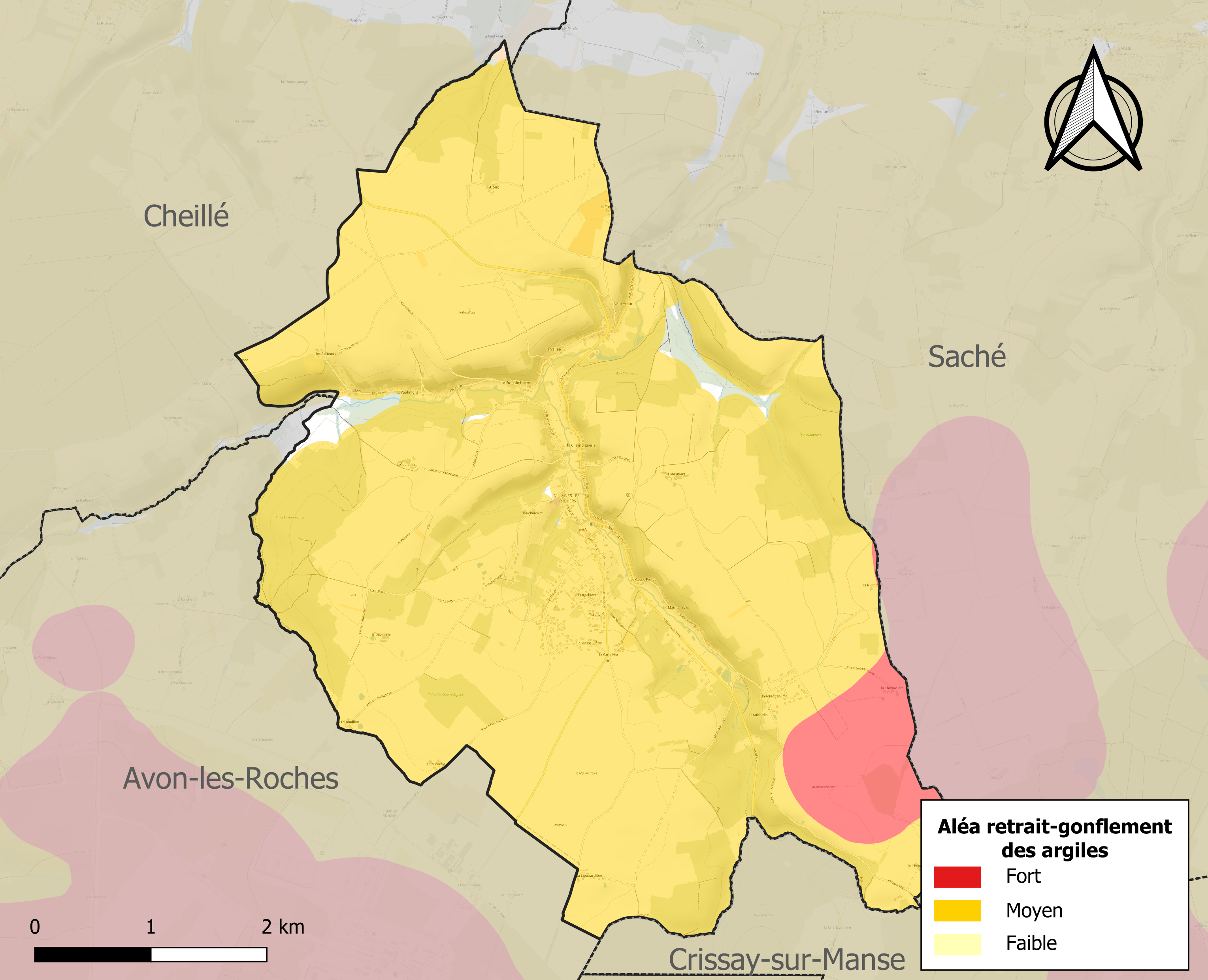
Carte des zones d'aléa retrait-gonflement des sols argileux de Villaines-les-Rochers.

La commune est vulnérable au risque de mouvements de terrains constitué principalement du retrait-gonflement des sols argileux. Cet aléa est susceptible d'engendrer des dommages importants aux bâtiments en cas d’alternance de périodes de sécheresse et de pluie. 98,4 % de la superficie communale est en aléa moyen ou fort (90,2 % au niveau départemental et 48,5 % au niveau national). Sur les 542 bâtiments dénombrés sur la commune en 2019, 542 sont en aléa moyen ou fort, soit 100 %, à comparer aux 91 % au niveau départemental et 54 % au niveau national. Une cartographie de l'exposition du territoire national au retrait gonflement des sols argileux est disponible sur le site du BRGM,.
Concernant les mouvements de terrains, la commune a été reconnue en état de catastrophe naturelle au titre des dommages causés par la sécheresse en 1996, 2003 et 2005 et par des mouvements de terrain en 1999, 2012, 2013 et 2014.

## Toponymie
Adjectif féminin bas latin villana, villa = domaine rural et suffixe diminutif ana, = terre tenue par un villanus, un paysan libre, petite exploitation agricole, tenure de paysan ; s’oppose à terre noble. Le datif-ablatif pluriel, villanis = aux exploitations, souligne le regroupement de ces exploitations.

Vitlena, 3 avril 852 (Actes de Charles II le Chauve, n° 388 ; Dom Bousquet, Recueil des Historiens des Gaules, t. VIII, p. 520, Dom Housseau, t. I, n° 75) ; Villena, Vislena, IXe et Xe s. (Bibliothèque nationale de France, collection Dom Housseau, chartes du chapitre Saint-Martin de Tours) ; Guillermus Chardonneau, parochianus de Villaenes, 1247 (Archives Nationales-JJ 274, Querimoniae Turonum, n° 957) ; Villanae, 1388 (cartulaire de Cormery) ; Villaines en Touraine, août 1481 (Archives Nationales-JJ 209, n° 175, fol. 96) ; Villaines, juillet 1486 (Archives Nationales-JJ 218, n° 105, fol. 60) ; Villaine, XVIIIe s. (carte de Cassini) ; Villaines, 1814 (cadastre) ; Villaines les Rochers, décret du 11 avril 1937.

## Histoire

### Historique
L'activité vannière existe à Villaines-les-rochers depuis le VIIe siècle. Jusqu'au début du XIXe siècle, l'économie du village reposait sur l'agriculture et la vannerie. Mais la spécialité du village s'est affirmée en osiériculture grâce à la création d'une « Coopérative de vannerie » qui permettait aux paysans/vanniers de mieux négocier le prix de leurs produits. Ce village est ainsi depuis plus de 150 ans un haut lieu de l'osier et de la vannerie française, qui représente à lui seul plus d'un tiers de la production hexagonale.

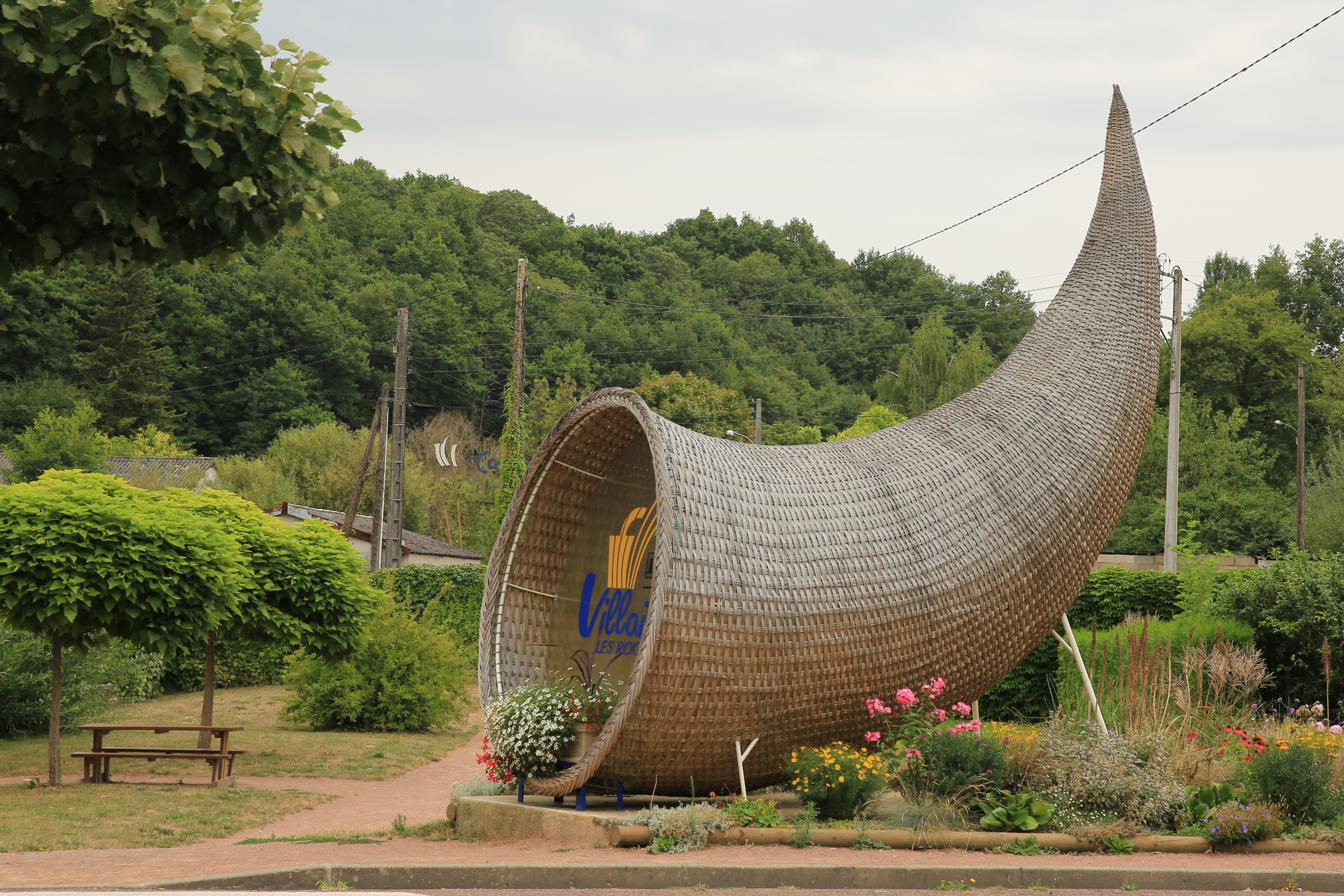
Corne d'abondance sur la place du village.

Jusqu'en 1970, le métier de vannier se perpétuait de père en fils. À partir de 1975, la Coopérative connaît une évolution importante, et ouvre ses portes à des jeunes formés au métier de vannier et issus de toutes les régions de France. De 1975 à 1985, plus de 70 vanniers s'intègrent ainsi dans la coopérative et dans le village.
Le village est marqué par une tradition de confection d'objets en osier de réputation internationale.
L'osier est cultivé sur des terrains limoneux, près des rivières et des ruisseaux. Une fois coupé, l'osier est travaillé dans des ateliers parfois troglodytiques. Ces derniers permettent de conserver une humidité favorable au tressage.

## Politique et administration

### Liste des maires
| Période                                  | Période  | Identité              | Étiquette | Qualité                                |
| ---------------------------------------- | -------- | --------------------- | --------- | -------------------------------------- |
| -                                        | 1983     | Jean Hay              |           |                                        |
| 1983                                     | 1995     | Pierre Gourdon        |           |                                        |
| juin 1995                                | 2014     | Philippe Beauvillain  |           | Président de la Communauté de communes |
| 2014                                     | 2025     | Marie-Annette Bergeot | SE        | Ingénieur                              |
| 31 janvier 2025                          | En cours | Jean-Pierre Houbron   |           |                                        |
| Les données manquantes sont à compléter. |          |                       |           |                                        |

### Politique environnementale
Dans son palmarès 2016, le Conseil National des Villes et Villages Fleuris de France a attribué une fleur à la commune au Concours des villes et villages fleuris.

### Tendances politiques
| Scrutin             | Scrutin             | 1er tour | 1er tour | 1er tour | 1er tour | 1er tour | 1er tour | 1er tour | 1er tour | 1er tour | 1er tour | 1er tour | 1er tour | 2d tour | 2d tour  | 2d tour | 2d tour | 2d tour | 2d tour |
| Scrutin             | Scrutin             | 1er      | 1er      | %        | 2e       | 2e       | %        | 3e       | 3e       | %        | 4e       | 4e       | %        | 1er     | 1er      | %       | 2e      | 2e      | %       |
| ------------------- | ------------------- | -------- | -------- | -------- | -------- | -------- | -------- | -------- | -------- | -------- | -------- | -------- | -------- | ------- | -------- | ------- | ------- | ------- | ------- |
| Présidentielle 2017 | Présidentielle 2017 |          | LFI      | 23,20    |          | FN       | 22,41    |          | EM       | 18,34    |          | LR       | 16,14    |         | EM       | 63,55   |         | FN      | 36,45   |
| Présidentielle 2022 | Présidentielle 2022 |          | LFI      | 25,53    |          | RN       | 24,07    |          | LREM     | 21,65    |          | EELV     | 5,17     |         | LREM     | 55,85   |         | RN      | 44,15   |
| Législatives 2022   | 4e                  |          | PS-Nupes | 34,48    |          | RE-Ens   | 23,40    |          | RN       | 22,66    |          | LR       | 7,39     |         | PS-Nupes | 61,21   |         | RE-Ens  | 38,79   |
| Législatives 2024   | 4e                  |          | RN       | 37,39    |          | PS-NFP   | 34,70    |          | RE-Ens   | 19,50    |          | LR       | 6,80     |         | PS-NFP   | 54,17   |         | RN      | 45,83   |

## Population et société

### Démographie
L'évolution du nombre d'habitants est connue à travers les recensements de la population effectués dans la commune depuis 1793. Pour les communes de moins de 10 000 habitants, une enquête de recensement portant sur toute la population est réalisée tous les cinq ans, les populations de référence des années intermédiaires étant quant à elles estimées par interpolation ou extrapolation. Pour la commune, le premier recensement exhaustif entrant dans le cadre du nouveau dispositif a été réalisé en 2005.

En 2022, la commune comptait 1 043 habitants, en évolution de −1,6 % par rapport à 2016 (Indre-et-Loire : +1,67 %, France hors Mayotte : +2,11 %).
| 1793 | 1800  | 1806 | 1821 | 1831  | 1836  | 1841  | 1846  | 1851  |
| ---- | ----- | ---- | ---- | ----- | ----- | ----- | ----- | ----- |
| 924  | 1 033 | 916  | 976  | 1 102 | 1 124 | 1 097 | 1 123 | 1 057 |

| 1856  | 1861  | 1866  | 1872  | 1876  | 1881  | 1886  | 1891  | 1896  |
| ----- | ----- | ----- | ----- | ----- | ----- | ----- | ----- | ----- |
| 1 041 | 1 077 | 1 080 | 1 042 | 1 108 | 1 107 | 1 076 | 1 031 | 1 014 |

| 1901  | 1906  | 1911  | 1921 | 1926 | 1931 | 1936 | 1946 | 1954 |
| ----- | ----- | ----- | ---- | ---- | ---- | ---- | ---- | ---- |
| 1 013 | 1 042 | 1 000 | 892  | 885  | 839  | 803  | 990  | 821  |

| 1962 | 1968 | 1975 | 1982 | 1990 | 1999 | 2005 | 2006 | 2010 |
| ---- | ---- | ---- | ---- | ---- | ---- | ---- | ---- | ---- |
| 856  | 836  | 808  | 932  | 930  | 918  | 915  | 922  | 981  |

| 2015  | 2020  | 2022  | - | - | - | - | - | - |
| ----- | ----- | ----- | - | - | - | - | - | - |
| 1 056 | 1 039 | 1 043 | - | - | - | - | - | - |

### Enseignement
Villaines-les-Rochers se situe dans l'Académie d'Orléans-Tours (Zone B) et dans la circonscription de Langeais.
L'école primaire Erik Orsenna accueille les élèves de la commune.

## Lieux et monuments
Le musée de l'Osier et de la Vannerie
Le musée met en scène le patrimoine identitaire de Villaines-les-Rochers. Le public découvrira le savoir-faire vannier d'hier et d'aujourd'hui, la culture de l'osier, l'histoire du village…

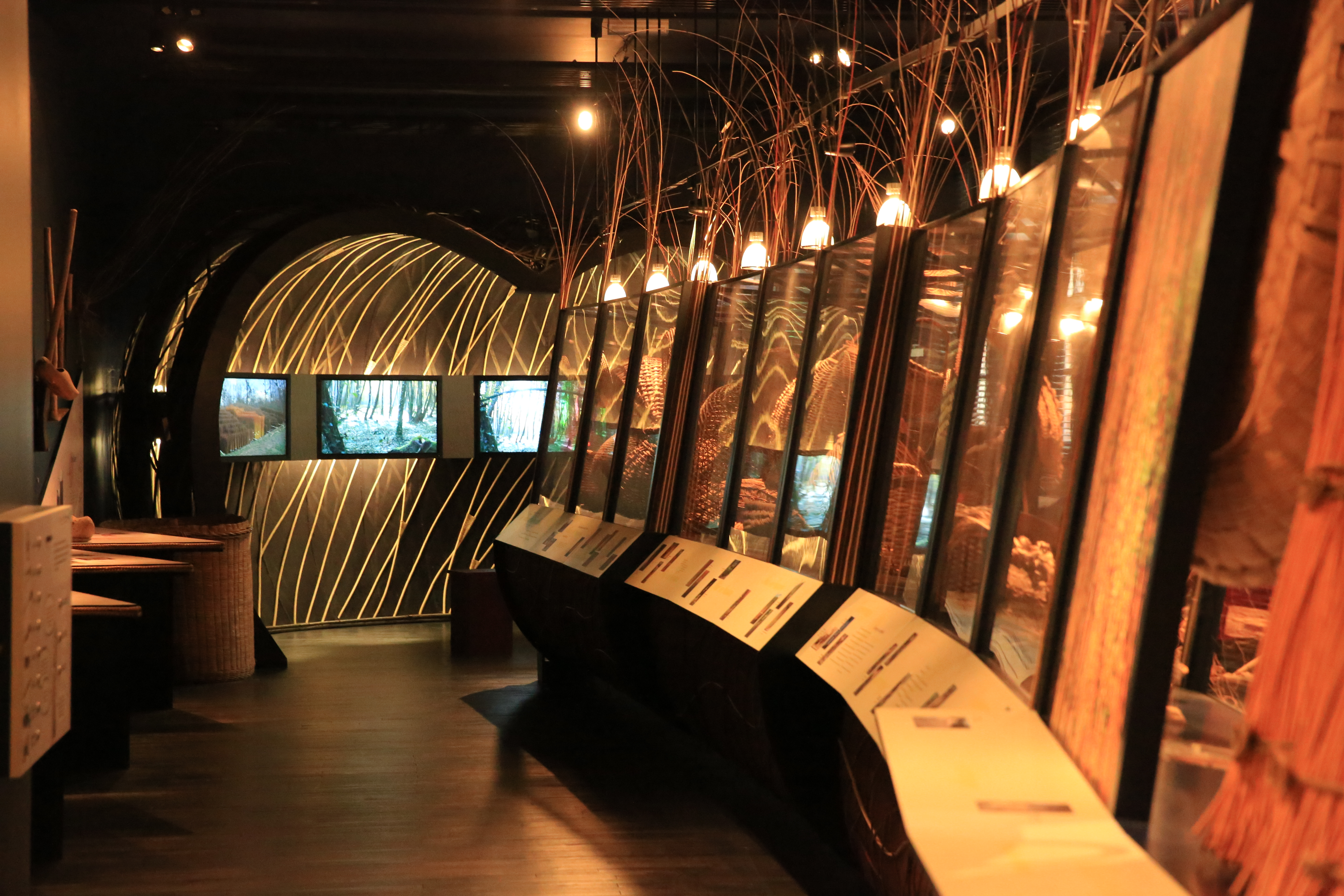
Espace de circulation au musée.

Il occupe l'emplacement d'un ancien prieuré vendu comme bien national en 1791 ; la ferme est rachetée par la mairie en 1901 et transformée en hôtel de ville, école et logement des instituteurs. Ces derniers bâtiments ont été réhabilités par la Communauté de Communes du Pays d'Azay-le-Rideau : le local de l'ancienne école respecte les normes thermiques actuelles. Les annexes ont été remplacées par une extension en bois avec portiques monumentaux : architecte Loïc Ruffat.
La scénographie a été conçue par Cyrille Pain du cabinet Vita Nova conception pour faire le lien entre le passé et le rayonnement contemporain : le visiteur circule dans un espace lumineux "tout en tressages, courbes et élancements à l'image des brins que le vannier dompte par son travail".
La Coopérative de Vannerie

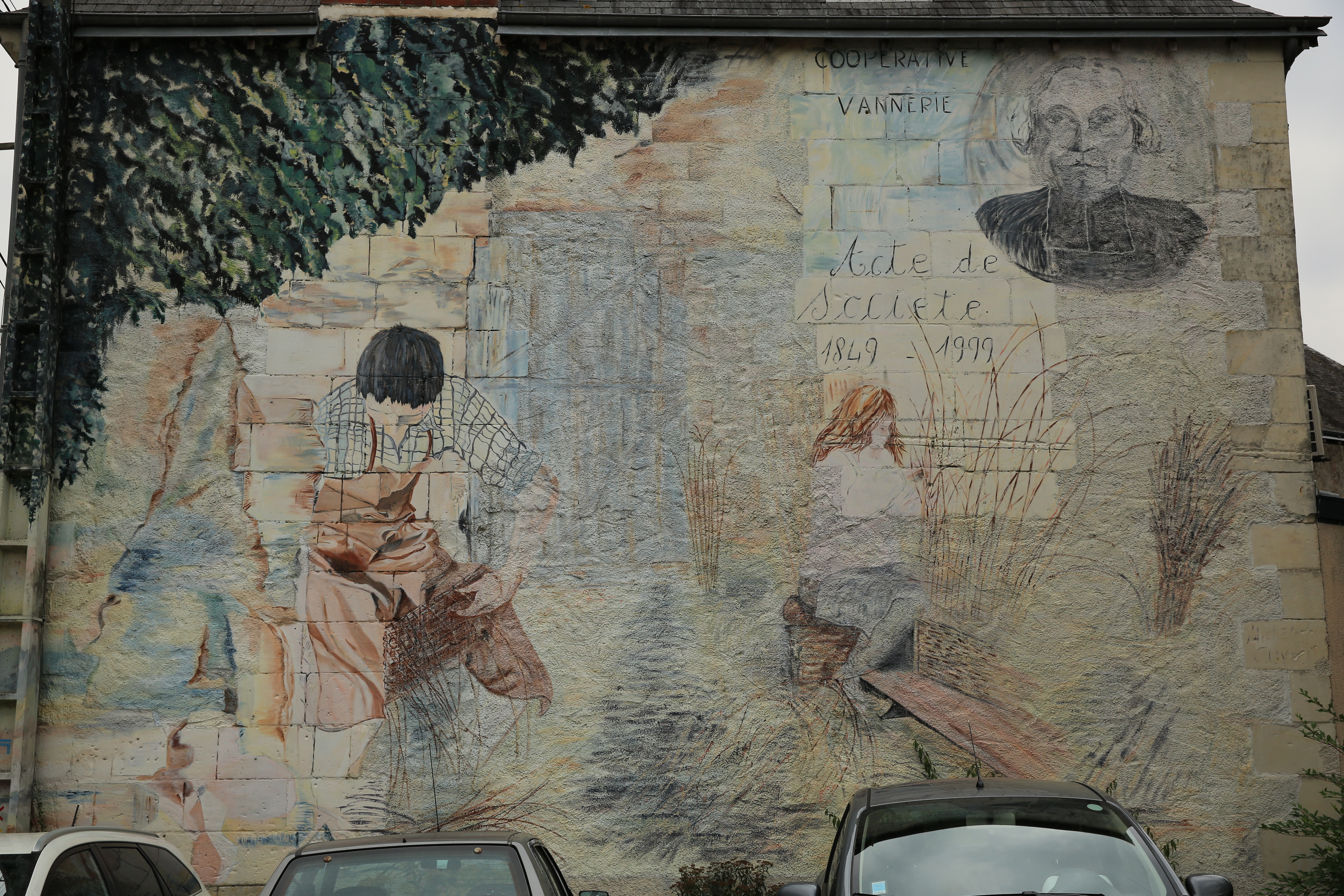
Peinture murale extérieure.

Depuis 1849, les vanniers de Villaines-Les-Rochers se sont regroupés en coopérative, qui pendant longtemps, est restée le plus grand regroupement de vanniers en Europe.
La coopérative dispose d'un magasin d’exposition pour l'accueil du public et permet aux visiteurs de voir les vanniers au travail. Chaque année, à la mi-mai, elle organise un week-end de pèlerie (du verbe peler) où les vanniers montrent comment ils débarrassent l'osier de son écorce avant de le travailler.
L'église paroissiale Saint-André

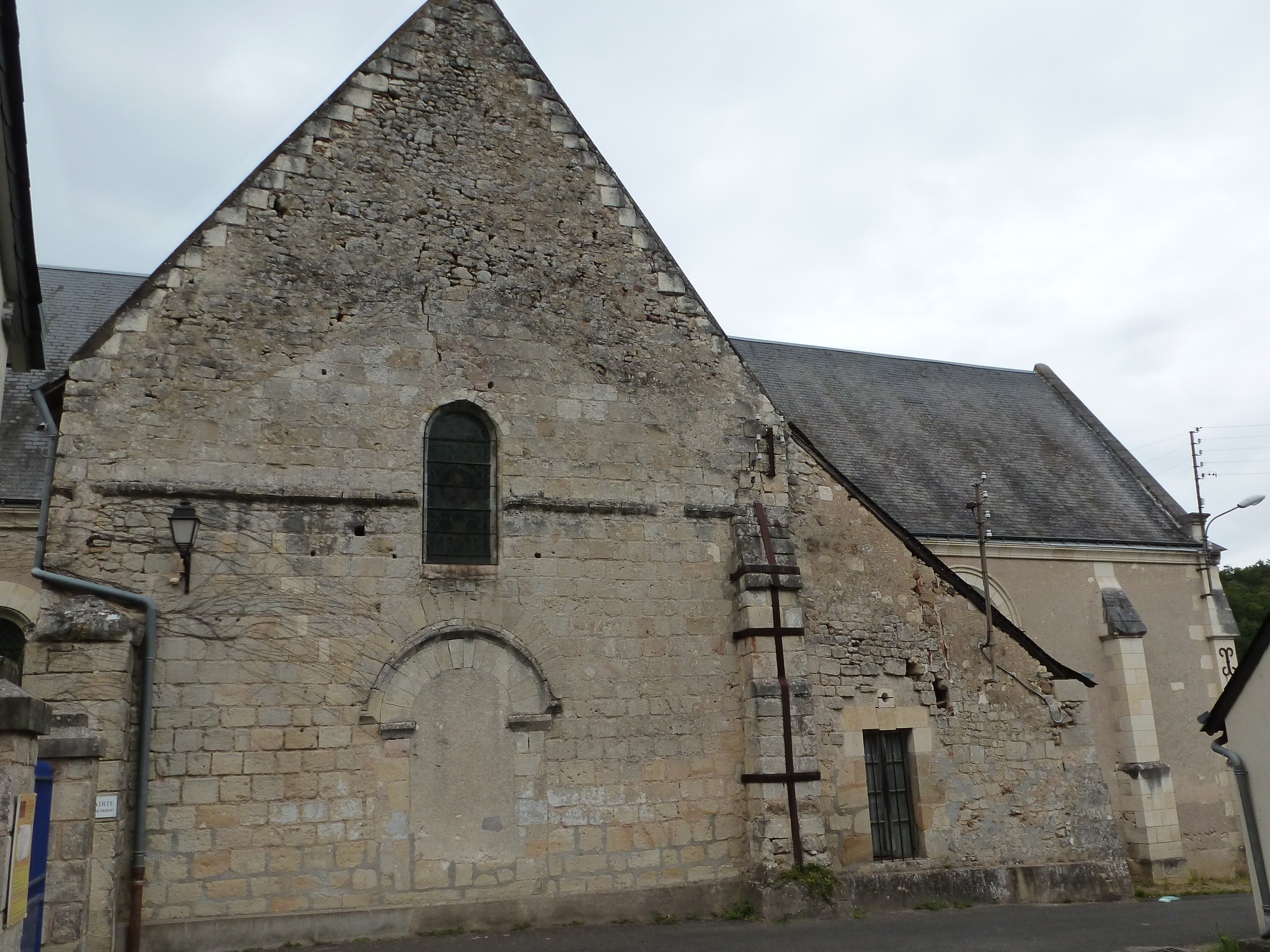
Vestiges de l'ancienne église romane.

La nef actuelle nord-sud forme une croix avec l'ancienne église, du XIIe siècle qui était orientée Est-Ouest ; le clocher est bien conservé.
L'architecte Gustave Guérin a presque entièrement reconstruit l'édifice. La voûte en berceau fut peinte à l'huile par Henri Grandin. La décoration intérieure fut coordonnée par le comte de Galambert. Cette église est l'une des rares églises françaises à avoir conservé intégralement les peintures de la totalité de ses parois. L'agrandissement de l'église s'est fait à la demande de curé de la paroisse, l'abbé Chicoisne, qui fut également l'initiateur de la coopérative de vannerie.
Les habitations troglodytiques

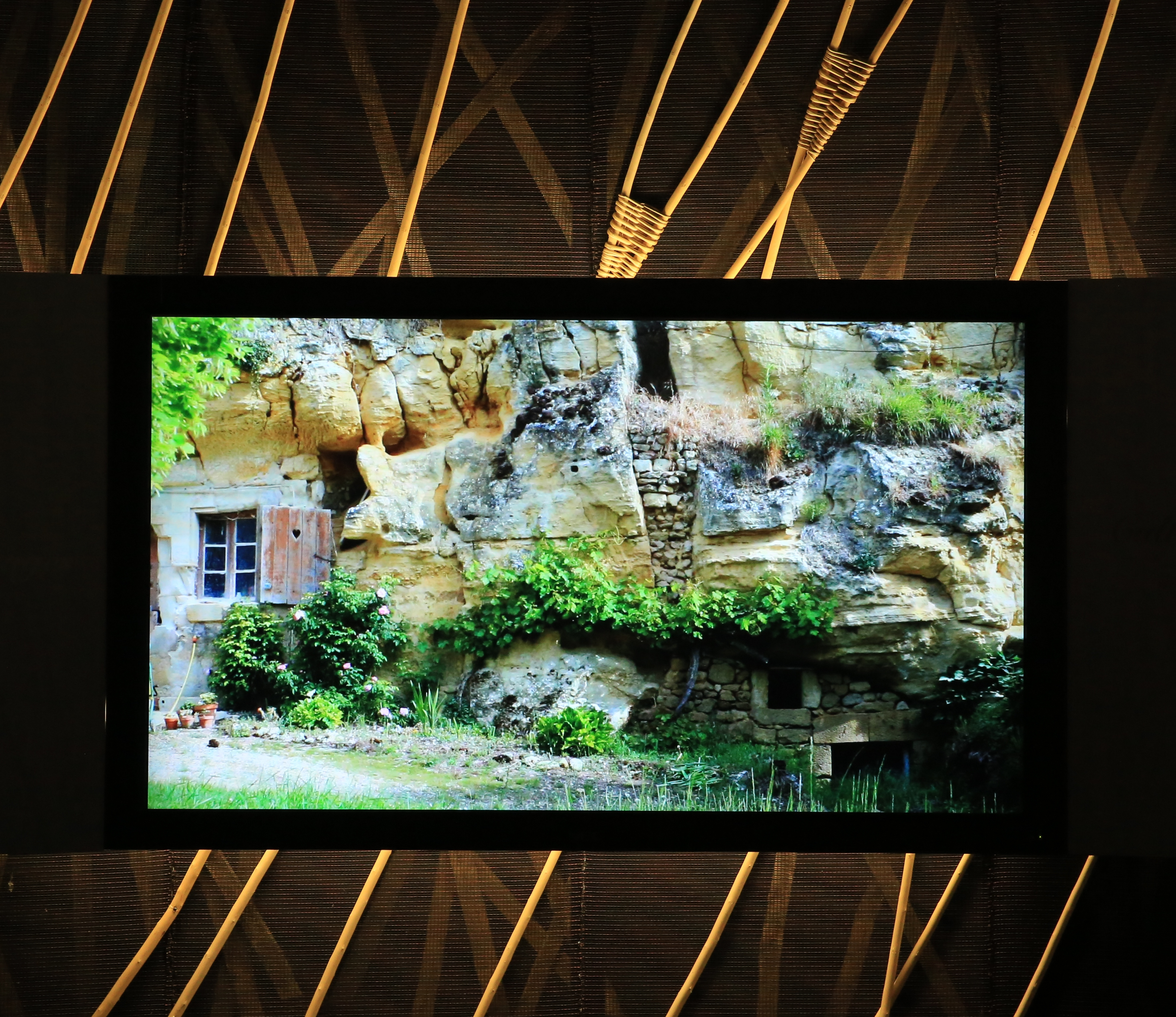
Diaporama au musée.

Ce village possède un superbe ensemble de maisons troglodytiques, si la plupart sont aujourd'hui inoccupées on observe un réinvestissement et une rénovation de ces habitations. Elles confèrent au village un certain charme. Cet habitat troglodytique s'est constitué dès l'origine pour loger les habitants alors que d'autres sites sont faits de carrières réutilisées. Jusqu'au XIXe siècle il représentait une partie très importante des logements du village.
L'ancienne motte féodale
Au lieu-dit La Motte ; l'ancienne école des filles de Villaines se situe juste en contrebas de l'ancienne motte, aujourd'hui boisée, située au rebord de la vallée, et qu'un fossé sépare du reste du plateau. Dans les textes du XVe siècle, le site est connu sous le nom de « La Motte aux Caves-Fors ». Un souterrain s'ouvre dans une falaise retaillé en contrebas de la motte. La taille de cette dernière, probablement lors de aménagement de l'école, a profondément dénaturé le site, entraînant la destruction d'une grande partie de la cavité. Il subsiste de nos jours de cette cavité, deux caves superposées, dont l'inférieur mesure 6 × 3 mètres avec un couloir d'accès au nord-ouest, et qui communique par un trou de 60 cm de diamètre avec la cave supérieure qui mesure 3 × 2,20 mètres et haute de 2 mètres avec une banquette au nord-ouest. L'ouverture béante de 1,50 mètre de haut a dû être pratiquée lors des travaux de construction du mur est de la cour de l'école.